# World of Warplanes
World of Warplanes este un joc video free-to-play Massively Multiplayer Online (MMO) de lupte aeriene, produs de Wargaming. Jocul a fost lansat pe 12 noiembrie 2013 în țările CSI și pe 13 noiembrie 2013 în America de Nord și restul Europei.